# Irene Schori
Irene Schori (* 4. Dezember 1983 in Zürich) ist eine Schweizer Curlerin.

## Karriere
Schori begann im Alter von sechs Jahren Curling zu spielen. Sie spielte als Alternate im Schweizer Team von Skip Mirjam Ott bei den Olympischen Winterspielen 2010 in Vancouver. Die Mannschaft erreichte den kleinen Final um die Bronzemedaille, den man aber gegen das chinesische Team um Skip Wang Bingyu mit 6:12 verlor.
Zusammen mit Toni Müller gewann Schori die Curling-Mixed-Doubles-Weltmeisterschaft 2008 und 2009.